# Mostra de Venise 1993
La Mostra de Venise 1993, 50e édition du festival international du film de Venise (50ª edizione della Mostra internazionale d'arte cinematografica), est un festival cinématographique qui se tient du 31 août au 11 septembre 1993 à Venise, en Italie.

## Jury
- Peter Weir (président, Australie), Mohamed Camara (Guinée), Pierre-Henri Deleau (France), Carla Gravina (Italie), Giuseppe Tornatore (Italie), James Ivory (Grande-Bretagne), Chen Kaige (RPC), Nelson Pereira Dos Santos (Brésil), Abdulah Sidran (Yougoslavie).

## Compétition
- Un, deux, trois, soleil de Bertrand Blier  France
- Hélas pour moi de Jean-Luc Godard  France
- Bad Boy Bubby de Rolf de Heer  Australie
- Chatterbox (Za zui zi) de Liu Miaomiao  Chine
- Conversation avec l'homme de l'armoire (Rozmowa z człowiekiem z szafy) de Mariusz Grzegorzek  Pologne
- Snake Eyes (Dangerous Game) de Abel Ferrara  États-Unis
- Even Cowgirls Get the Blues de Gus Van Sant  États-Unis
- Ici sur la Terre (Aqui na Terra) de João Botelho  Portugal
- On n'en parle pas (De eso no se habla) de María Luisa Bemberg  Argentine
- On est quitte (Kosh ba kosh) de Bakhtyar Khudojnazarov  Tadjikistan
- Et ensuite, le feu (La prossima volta il fuoco) de Fabio Carpi  Italie
- Les Voyous (¡Dispara!) de Carlos Saura  Espagne
- L'Ombre du doute de Aline Issermann  France
- Short Cuts de Robert Altman  États-Unis
- Un'anima divisa in due de Silvio Soldini  Italie
- La Tentation d'un Bonze (You Seng) de Clara Law  Hong Kong
- Trois couleurs : Bleu de Krzysztof Kieslowski  France
- Sans pouvoir le dire (Dove siete? Io sono qui) de Liliana Cavani  Italie

## Palmarès

### Lion d'ordu meilleur film
- Short Cuts de Robert Altman
- Trois couleurs : Bleu de Krzysztof Kieślowski
  - Bad Boy Bubby – Rolf de Heer

### Lion d'argent
- On est quitte (Kosh ba kosh) de Bakhtiar Khudojnazarov
  - Trois couleurs : Bleu – Krzysztof Kieslowski

### Petit Lion d'or
- Trois couleurs : Bleu – Krzysztof Kieslowski

### Osella d'or de la meilleure photographie
- Trois couleurs : Bleu – Sławomir Idziak

### Ciak d'or du meilleur film
- Trois couleurs : Bleu – Krzysztof Kieslowski

### Ciak d'or spécial
- Bad Boy Bubby – Rolf de Heer

### Grand Prix spécial du jury
- Bad Boy Bubby – Rolf de Heer
  - Trois couleurs : Bleu – Krzysztof Kieslowski

### Coupe Volpi de la meilleure interprétation masculine
- Fabrizio Bentivoglio pour Un'anima divisa in due de Silvio Soldini

### Coupe Volpi de la meilleure interprétation féminine
- Juliette Binoche pour Trois couleurs : Bleu de Krzysztof Kieślowski

### Spéciale coupe Volpi pour l'ensemble des acteurs
- Short Cuts

### Lion d'or pour la carrière
- Claudia Cardinale, Robert De Niro, Roman Polanski et Steven Spielberg

### Prix OCIC
- Trois couleurs : Bleu – Krzysztof Kieslowski

### Prix FIPRESCI
- Bad Boy Bubby – Rolf de Heer